# Jean Marie Dongou
Jean Marie Dongou Tsafack (Douala, 20 april 1995) is een Kameroens voetballer. Hij speelt als aanvaller bij Real Zaragoza.

## Clubvoetbal
Dongou kwam via de Fundación Eto'o in de jeugdopleiding van FC Barcelona. Deze stichting is een samenwerkingsverband tussen FC Barcelona en Samuel Eto'o, speler bij de club van 2004 tot 2009. Hij begon als speler van de Infantil A in het seizoen 2008/2009 en in zijn eerste seizoen scoorde de aanvaller 58 competitiedoelpunten. In het seizoen 2010/2011 ontwikkelde Dongou zich sterk en speelde hij voor meerdere jeugdelftallen. Nadat hij begon als speler van de Cadete A, stroomde Dongou in de loop van het seizoen via de Juvenil B door naar de Juvenil A, het hoogste jeugdelftal van FC Barcelona. In totaal maakte de Kameroener vorig seizoen veertig competitiedoelpunten en won hij met de Juvenil A de triplet: het regionale kampioenschap, de Copa de Campeones en de Copa del Rey Juvenil. In de augustus 2011 speelde Dongou als invaller in de verloren finale van de Copa de Catalunya tegen RCD Espanyol. Het volgende seizoen startte Dongou weer in de Juvenil A. Hij werd deze jaargang met zeven doelpunten topscorer van de Next Gen Series. Op 28 januari 2012 debuteerde hij voor het tweede elftal van FC Barcelona in de competitiewedstrijd tegen SD Huesca. Op 25 maart 2012 maakte Dongou tegen CD Alcoyano zijn eerste doelpunt voor Barça B. In juli 2012 kwam Dongou officieel bij het tweede elftal. Hij maakte op 6 december 2013 zijn officiële debuut in het eerste elftal van Barça. Zijn invalbeurt voor Alexis Sánchez in de bekerwedstrijd tegen FC Cartagena bekroonde de aanvaller bovendien met een doelpunt.
In januari 2016 werd Dongou gecontracteerd door Real Zaragoza.

## Statistieken
| Seizoen         | Club            | Competitie         | Competitie | Competitie | Beker | Beker | Supercup | Supercup | Europa | Europa | Totaal | Totaal |
| Seizoen         | Club            | Competitie         | Wed.       | Dlp.       | Wed.  | Dlp.  | Wed.     | Dlp.     | Wed.   | Dlp.   | Wed.   | Dlp.   |
| --------------- | --------------- | ------------------ | ---------- | ---------- | ----- | ----- | -------- | -------- | ------ | ------ | ------ | ------ |
| 2011-2012       | FC Barcelona B  | Segunda División A | 12         | 2          | 0     | 0     | —        | —        | —      | —      | 12     | 2      |
| 2012-2013       | FC Barcelona B  | Segunda División A | 32         | 4          | 0     | 0     | —        | —        | —      | —      | 32     | 4      |
| 2013-2014       | FC Barcelona B  | Segunda División A | 30         | 8          | 0     | 0     | —        | —        | —      | —      | 30     | 8      |
| 2013-2014       | FC Barcelona    | Primera División   | 1          | 0          | 1     | 1     | 0        | 0        | 1      | 0      | 3      | 1      |
| 2014-2015       | FC Barcelona B  | Segunda División A | 39         | 11         | 0     | 0     | —        | —        | —      | —      | 39     | 11     |
| 2015-2016       | FC Barcelona B  | Segunda División B | 17         | 3          | 0     | 0     | —        | —        | —      | —      | 17     | 3      |
| Carrière totaal | Carrière totaal | Carrière totaal    | 131        | 28         | 1     | 1     | 0        | 0        | 1      | 0      | 133    | 29     |

## Nationaal elftal
Dongou werd in augustus 2013 opgeroepen voor een oefenstage bij het Kameroens nationaal elftal.
1 Álvarez  ·
2 Zedadka ·
3 Amador ·
5 Grau ·
6 Francés ·
7 Valera ·
8 Aguado ·
9 Azón ·
10 Guti ·
11 Mesa ·
12 Bakış ·
13 Poussin ·
14 Serrano ·
15 Mouriño ·
17 Nieto ·
18 Gámez ·
19 Vallejo ·
20 Mollejo ·
21 Moya ·
22 Lecoeuche ·
23 Enrich ·
24 López ·
25 Badia ·
35 Rebollo ·
Coach: Velázquez